# Pico de Aneto
Pico de Aneto (francouzsky Néthou) je se svými 3404 m nejvyšší horou Pyrenejí. Nachází se ve španělské provincii Huesca na severu Aragonie, v horském masivu Maladeta.

## Ledovce
V okolí vrcholu se nachází několik ledovců – největší je Aneto, který je kilometr dlouhý a 1,6 km široký a stéká ze severní strany masívu pod vrcholem Pico de Coronas (3293 m n. m.). Dalšími významnými ledovci jsou Coronas (jediný větší na jižní straně přímo pod vrcholem Pico de Aneto), Barrancs (na severním svahu Pico de Aneto), Tempestades, Maladeta, Salenca, Russel (také na jižní straně, ale výrazně menší) a další.

## Výstup na vrchol
Vrchol Pico de Aneto leží v místě setkání tří horských hřbetů: Medio od severozápadu, Tempestades od jihovýchodu a Llosás od jihozápadu. Vystoupit na vrchol lze ze dvou stran – z jihu od přehradního jezera Llosás přes stejnojmenný hřbet a ledovec Coronas, nebo ze severu od potoka Maladeta přes hřbet Portillones a ledovec Aneto. Stezka se v poslední etapě setkává a vede na vrchol společně. Bezpečnější a využívanější je jižní varianta.[zdroj?] Dalším důvodem je blízkost známé pyrenejské magistrály GR 11, která vede z jihu a na Pico de Aneto vede odbočka. Severní svahy jsou příkřejší, zároveň je zde větší úhrn srážek a z kolmých stěn padají vysoké vodopády.

## Řeky, jezera
Okolí masivu je důležitou zdrojnicí vody, pramení zde španělské řeky Esera a Ribagorzana a také známá francouzská řeka Garonna. Pod jižní stěnou Pico de Aneto se ve výšce 2493 m n. m. nachází přehradní jezero Llosás, na severní straně je dále níže položené přehradní jezero Barrancs a na západě leží největší přehradní jezero v okolí Cregüena. Pod ledovcem Coronas se nachází v karu Ball de Coronas několik ples, z nichž nejnižší leží ve výšce 2635 m n. m.